# Vladimir Groudinine
Vladimir Andreïevitch Groudinine (en russe : Владимир Андреевич Грудинин), né le 9 décembre 2003 à Angarsk en Russie, est un joueur russe de hockey sur glace. Il évolue à la position de défenseur.

## Biographie

### Carrière junior
Groudinine commence sa carrière junior avec le CSKA Moscou en 2018-2019. Il évolue pour la formation des moins de 16 ans, en 27 matchs, il inscrit 13 points et son équipe se classe à la 2e place de la conférence moscovite. Il joue également pour le contingent des moins de 18 ans, il récolte trois points en un match de saison régulière et les aide lors des séries éliminatoires. l'équipe est écartée en demi-finale.
Avant cela, il dispute deux fois la coupe des districts, jouant pour l'Équipe Sibérie et extrême-orient. En 2016-2017 avec les moins de 14 ans, il n'inscrit aucun point et l'équipe termine à la 5e place. En 2017-2018, avec les moins de 15 ans, il comptabilise 3 passes et l'équipe termine au 6e et avant-dernier rang.
Lors de la saison 2019-2020, il évolue durant 19 matchs avec les moins de 17 ans, inscrivant 9 points, puis se joint aux moins de 18 ans avec qui il est sacré champion de la conférence.
En 2020-2021, il dispute 5 matchs avec les moins de 18 ans, puis est intégré au Krasnaïa Armia, la formation évoluant en MHL. En 46 rencontres, il comptabilise 5 passes et son équipe termine la saison au 8e rang de la ligue.
La saison suivante, il dispute 18 matchs de saison régulière avec le Krasnaïa Armia, inscrivant 13 points, puis en 8 rencontres de série éliminatoire il marque un point. Son équipe termine vice-championne, s'inclinant face au Dinamo Moscou. Il dispute essentiellement la saison avec le Krasnaïa Armia. En 52 rencontres de saison régulière, il inscrit 14 buts pour un total de 41 points. Il est le meilleur défenseur se classant 4e meilleur compteur de son équipe, les aidant à terminer à la première place du championnat. Lors des séries éliminatoires pour la Coupe Kharlamov, en 18 matchs, il inscrit 5 buts et 12 passes. Son équipe s'incline en finale face au SKA-1946.

### En club
Grudinine commence sa carrière professionnelle avec le CSKA Moscou en KHL et le Zvezda Moscou en VHL, lors de la saison 2021-2022.
Il dispute son premier match le 10 octobre 2021, une défaite 1-3 du Zvezda face au Khimik Voskressensk. Il inscrit son premier point, une passe, le 14 octobre 2021, une victoire 5-4 du Zvezda face au Dinamo Saint-Pétersbourg. Il marque son premier but le 23 octobre 2021, une victoire 4-0 du Zvezda face au Tchelmet Tcheliabinsk.
Il dispute son premier match de KHL le 2 novembre 2021, une victoire 1-0 face au Avtomobilist Iekaterinbourg. Il inscrit son premier point, une passe, le 7 janvier 2022, une défaite 3-4 face au HK Vitiaz. Au terme de la saison. il dispute 7 rencontres de séries éliminatoires avec le CSKA et est sacré champion de la Coupe Gagarine.
En prévision du repêchage de 2022, la centrale de recrutement de la LNH le classe au 53e rang des espoirs européens chez les patineurs.

### En équipe nationale
Grudinine représente la Russie, il intègre le contingent des moins de 16 ans en 2018-2019.
Il dispute le Défi mondial des moins de 17 ans en 2019. La Russie remporte la compétition, battant en finale la États-Unis sur le score de 6-2.
Il prend part au Championnat du monde moins de 18 ans en 2021. La Russie remporte la médaille d'argent, s'inclinant en finale face au Canada sur le score de 3-5.
Il participe au Championnat du monde junior en 2022. À la suite de nombreux cas de Covid-19 déclaré dans plusieurs équipes, le tournoi est annulé.

## Statistiques

### En club
| Saison    | Équipe                               | Ligue   |    | Saison régulière | Saison régulière | Saison régulière | Saison régulière | Saison régulière |   | Séries éliminatoires | Séries éliminatoires | Séries éliminatoires | Séries éliminatoires | Séries éliminatoires |
| Saison    | Équipe                               | Ligue   | PJ | B                | A                | Pts              | Pun              | PJ               | B | A                    | Pts                  | Pun                  |                      |                      |
| 2016-2017 | Équipe Sibérie et extrême-orient M14 | CD M14  | 6  | 0                | 0                | 0                | 0                | -                | - | -                    | -                    | -                    |                      |                      |
| 2017-2018 | Équipe Sibérie et extrême-orient M15 | CD M15  | 6  | 0                | 3                | 3                | 2                | -                | - | -                    | -                    | -                    |                      |                      |
| 2018-2019 | CSKA Moscou M16                      | LHR M16 | 27 | 2                | 11               | 13               | 2                | -                | - | -                    | -                    | -                    |                      |                      |
| 2018-2019 | CSKA Moscou M18                      | LHR M18 | 1  | 1                | 2                | 3                | 0                | 4                | 0 | 0                    | 0                    | 0                    |                      |                      |
| 2019-2020 | CSKA Moscou M17                      | LHR M17 | 19 | 0                | 9                | 9                | 6                | -                | - | -                    | -                    | -                    |                      |                      |
| 2019-2020 | CSKA Moscou M18                      | LHR M18 | 9  | 2                | 3                | 5                | 4                | 6                | 0 | 1                    | 1                    | 0                    |                      |                      |
| 2020-2021 | CSKA Moscou M18                      | LHR M18 | 5  | 0                | 3                | 3                | 0                | -                | - | -                    | -                    | -                    |                      |                      |
| 2020-2021 | Krasnaïa Armia                       | MHL     | 46 | 0                | 5                | 5                | 4                | -                | - | -                    | -                    | -                    |                      |                      |
| 2021-2022 | Krasnaïa Armia                       | MHL     | 18 | 2                | 11               | 13               | 0                | 8                | 0 | 1                    | 1                    | 4                    |                      |                      |
| 2021-2022 | HK CSKA Moscou                       | KHL     | 6  | 0                | 1                | 1                | 0                | 7                | 0 | 0                    | 0                    | 0                    |                      |                      |
| 2021-2022 | Zvezda Moscou                        | VHL     | 12 | 1                | 2                | 3                | 4                | -                | - | -                    | -                    | -                    |                      |                      |
| 2022-2023 | HK CSKA Moscou                       | KHL     | 26 | 1                | 1                | 2                | 6                | -                | - | -                    | -                    | -                    |                      |                      |
| 2022-2023 | Zvezda Moscou                        | VHL     | 5  | 0                | 0                | 0                | 2                | -                | - | -                    | -                    | -                    |                      |                      |
| 2022-2023 | Krasnaïa Armia                       | MHL     | 20 | 3                | 11               | 14               | 10               | 4                | 2 | 0                    | 2                    | 0                    |                      |                      |
| 2023-2024 | Krasnaïa Armia                       | MHL     | 1  | 0                | 0                | 0                | -                | -                | - | -                    | -                    | -                    |                      |                      |
| 2023-2024 | HK CSKA Moscou                       | KHL     | 3  | 0                | 0                | 0                | 0                | -                | - | -                    | -                    | -                    |                      |                      |
| 2023-2024 | Zvezda Moscou                        | VHL     | 10 | 0                | 3                | 3                | 0                | -                | - | -                    | -                    | -                    |                      |                      |
| 2023-2024 | Severstal Tcherepovets               | KHL     | 50 | 2                | 8                | 10               | 10               | 5                | 0 | 1                    | 1                    | 2                    |                      |                      |
| 2024-2025 | Severstal Tcherepovets               | KHL     | 63 | 3                | 11               | 14               | 16               | 5                | 0 | 0                    | 0                    | 0                    |                      |                      |

### En équipe nationale
| Année     | Équipe     | Compétition                          |    | PJ | B | A | Pts | Pun                 |  | Résultat |
| 2018-2019 | Russie M16 | International                        | 3  | 0  | 0 | 0 | 0   |                     |  |          |
| 2019      | Russie M17 | Défi mondial des moins de 17 ans     | 6  | 0  | 0 | 0 | 6   | 1re place           |  |          |
| 2019-2020 | Russie M17 | International                        | 16 | 1  | 2 | 3 | 8   |                     |  |          |
| 2021      | Russie M18 | Championnat du monde moins de 18 ans | 7  | 1  | 4 | 5 | 2   | 2e place            |  |          |
| 2022      | Russie M20 | Championnat du monde U20             | 2  | 0  | 1 | 1 | 0   | Compétition annulée |  |          |
| 2021-2022 | Russie     | International                        | 2  | 0  | 0 | 0 | 0   |                     |  |          |

## Trophées et honneurs personnels

### Défi mondial des moins de 17 ans
- 2018-2019 : médaille d'or avec la Russie.

### Championnat du monde moins de 18 ans
- 2020-2021 : médaille d'argent avec la Russie.

### Coupe Hlinka-Gretzky
- 2020-2021 : médaille d'or avec la Russie.

### Ligue continentale de hockey
- 2021-2022 : remporte la Coupe Gagarine avec le CSKA Moscou.